# دیوانه روانی عاشق ۳
دیوانه روانی عاشق ۳ (به هندی: Yamla Pagla Deewana: Phir Se) فیلمی محصول سال ۲۰۱۸ و به کارگردانی ناونیات سینگ است. در این فیلم بازیگرانی همچون درمندرا، سانی دئول، بابی دئول، کریتی کارباندا، بینو دیلون، ماکش تیواری، آسرانی، ساتیش کایشیک ایفای نقش کرده‌اند.